# Ungheria ai Giochi della X Olimpiade
L'Ungheria partecipò ai Giochi della X Olimpiade, svoltisi a Los Angeles, Stati Uniti, dal 30 luglio al 14 agosto 1932, con una delegazione di 58 atleti impegnati in undici discipline.

## Medagliere

### Per discipline
| Sport        | Oro | Argento | Bronzo | Totale |
| ------------ | --- | ------- | ------ | ------ |
| Ginnastica   | 2   | 2       | 0      | 4      |
| Scherma      | 2   | 0       | 2      | 4      |
| Pallanuoto   | 1   | 0       | 0      | 1      |
| Pugilato     | 1   | 0       | 0      | 1      |
| Lotta libera | 0   | 2       | 1      | 3      |
| Nuoto        | 0   | 0       | 1      | 1      |
| Tiro         | 0   | 0       | 1      | 1      |
| Totale       | 6   | 4       | 5      | 15     |

### Medaglie
| Medaglia | Atleta                                                                                           | Sport        | Evento                                      |
| -------- | ------------------------------------------------------------------------------------------------ | ------------ | ------------------------------------------- |
| Oro      | István Pelle                                                                                     | Ginnastica   | Corpo libero maschile                       |
| Oro      | István Pelle                                                                                     | Ginnastica   | Cavallo con maniglie                        |
| Oro      | Ungheria                                                                                         | Pallanuoto   | Torneo Maschile                             |
| Oro      | István Énekes                                                                                    | Pugilato     | Pesi mosca                                  |
| Oro      | György Piller-Jekelfalussy                                                                       | Scherma      | Sciabola individuale maschile               |
| Oro      | Attila Petschauer Ernő Nagy Gyula Glykais György Piller-Jekelfalussy Aladár Gerevich Endre Kabos | Scherma      | Sciabola a squadre maschile                 |
| Argento  | István Pelle                                                                                     | Ginnastica   | Concorso individuale maschile               |
| Argento  | István Pelle                                                                                     | Ginnastica   | Parallele simmetriche                       |
| Argento  | Ödön Zombori                                                                                     | Lotta libera | Pesi gallo                                  |
| Argento  | Károly Kárpáti                                                                                   | Lotta libera | Pesi leggeri                                |
| Bronzo   | József Tunyogi                                                                                   | Lotta libera | Pesi medi                                   |
| Bronzo   | András Wanié László Szabados András Székely István Bárány                                        | Nuoto        | Staffetta 4x200 metri stile libero maschile |
| Bronzo   | Endre Kabos                                                                                      | Scherma      | Sciabola individuale maschile               |
| Bronzo   | Erna Bogen-Bogáti                                                                                | Scherma      | Fioretto individuale femminile              |
| Bronzo   | Zoltán Hradetzky                                                                                 | Tiro         | Carabina 50 metri a terra                   |

## Risultati

### Pallanuoto
| Atleta | Classifica |                     |
| --- | --- | ------------------- |
| V · D · M Nazionale maschile ungherese di pallanuoto · Giochi olimpici - Los Angeles 1932 Barta · Bródy · Halassy · Homonnai · Ivády · A. Keserű · F. Keserű · Németh · Sárkány · Vértesy · Bozsi · CT : Béla Komjádi | Oro |                     |
| Nazionale maschile ungherese di pallanuoto · Giochi olimpici - Los Angeles 1932 | |                     |
| Barta · Bródy · Halassy · Homonnai · Ivády · A. Keserű · F. Keserű · Németh · Sárkány · Vértesy · Bozsi · CT: Béla Komjádi                                                                                            | Barta · Bródy · Halassy · Homonnai · Ivády · A. Keserű · F. Keserű · Németh · Sárkány · Vértesy · Bozsi · CT: Béla Komjádi | Ungheria (bandiera) |